# Parafia Najświętszego Serca Pana Jezusa w Dzietrzkowicach
Parafia Najświętszego Serca Pana Jezusa w Dzietrzkowicach – parafia rzymskokatolicka należąca do dekanatu Bolesławiec diecezji kaliskiej.